# Château de la Fôt
Ne doit pas être confondu avec Château du Fôt.
Le château de la Fôt, aussi appelé manoir de la Fôt ou château de la Cazine, est situé au lieu-dit la Fôt sur la commune de Noth, dans le département de la Creuse, région Nouvelle-Aquitaine, en France. 
Il est situé à environ 8km à l'Est de La Souterraine. 

## Historique
Vers 1890, le vicomte Paul de Curel acheta le manoir de la Fôt, ainsi que des fermes, l'étang voisin « de la Grande Cazine » (en tout 250 hectares de terrain). 
Il fit construire en 1894 un manoir et ses dépendances par les architectes parisiens Louis Chauvet et Alfred Coulomb. Plusieurs fermes isolées, construites aux alentours vers 1900 (La Barde, Les Forges) dépendaient également du château et participaient à l'économie du domaine. 
En 1987, le château et son domaine ont été vendus et le château a été transformé en hôtel.

## Architecture
Sur la façade antérieure (côté Est), la porte d'entrée en plein cintre, un balcon à l'étage ainsi qu'un perron soulignent la travée centrale; sur l'arrière (côté Ouest), les trois travées centrales sont des baies en plein cintre qui correspondent au grand salon. 
Le sous-sol abrite les pièces de service, le rez-de-chaussée, un hall avec un grand escalier avec une rampe en fer forgé, ainsi que les pièces de réception, le grand salon, la salle à manger, le billard, un fumoir, une bibliothèque et une chapelle. Celle-ci a été transformée en bar pour les besoins hôteliers, seul le vitrail est toujours en place. Le mobilier datant du 18e siècle, acheté lors de la construction à un antiquaire, a été démonté en 1998 (le tableau représentant la Vierge avait été emporté par les anciens propriétaire lors la vente de 1987). Ce mobilier, en bois peint en gris rehaussé d'un décor doré, se compose d'un autel en forme de sarcophage à contrecourbe avec cartouche rayonnant au centre à décor rocaille, avec épis de blé et grappes de raisin, d'un tabernacle avec sur la porte, un calice, des épis de blé et une hostie, d'un retable avec niche centrale surmontée d'une rosace, flanquée de pilastres à chapiteaux corinthiens, le tout couronné par trois cartouches. Deux autres pièces, la salle à manger et la bibliothèque, ont reçu un décor peint acquis lui aussi par la vicomtesse de Curel. 
L'étage comportait sept chambres qui ont été cloisonnées lors de l'aménagement en hôtel. 
À proximité du château se trouve une maison de gardien, aujourd'hui transformée en garage, un vivier rectangulaire alimenté par une source et un chenil. 
Les dépendances et les communs ont été construits près du vieux manoir; elles regroupent une ferme, des logements, des porcheries, trois granges-étables, un manège à charpente en bois et tirants métalliques (petites tribunes au sud avec balustrade) et les petites écuries, les grandes écuries qui présentent un plan en U sont ornées d'une tête de cheval en métal et d'une horloge, deux serres en métal et verre (à l'abandon), une fontaine, un lavoir, une cave. 
Ce château-manoir était entouré d'un parc à l'anglaise, prolongé de bois.

## Autres informations

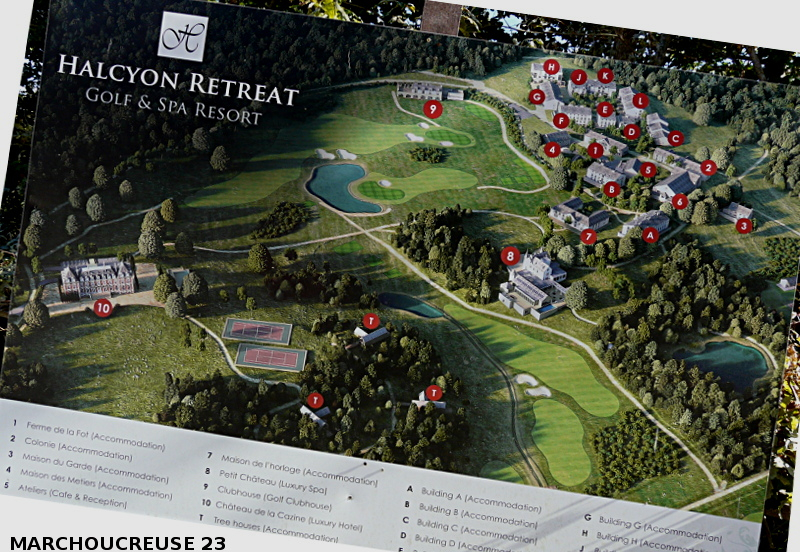
Projet de complexe hôtelier du « Château de la Cazine » (château de la Fôt)

Le restaurant de l'hôtel a été classé au guide Michelin. L'hôtel « Château de la Cazine » est lui-même classé hôtel de luxe.
L'arboretum de la Fôt se trouve à proximité directe du manoir.